# Hugh Latimer
Pour les articles homonymes, voir Latimer.

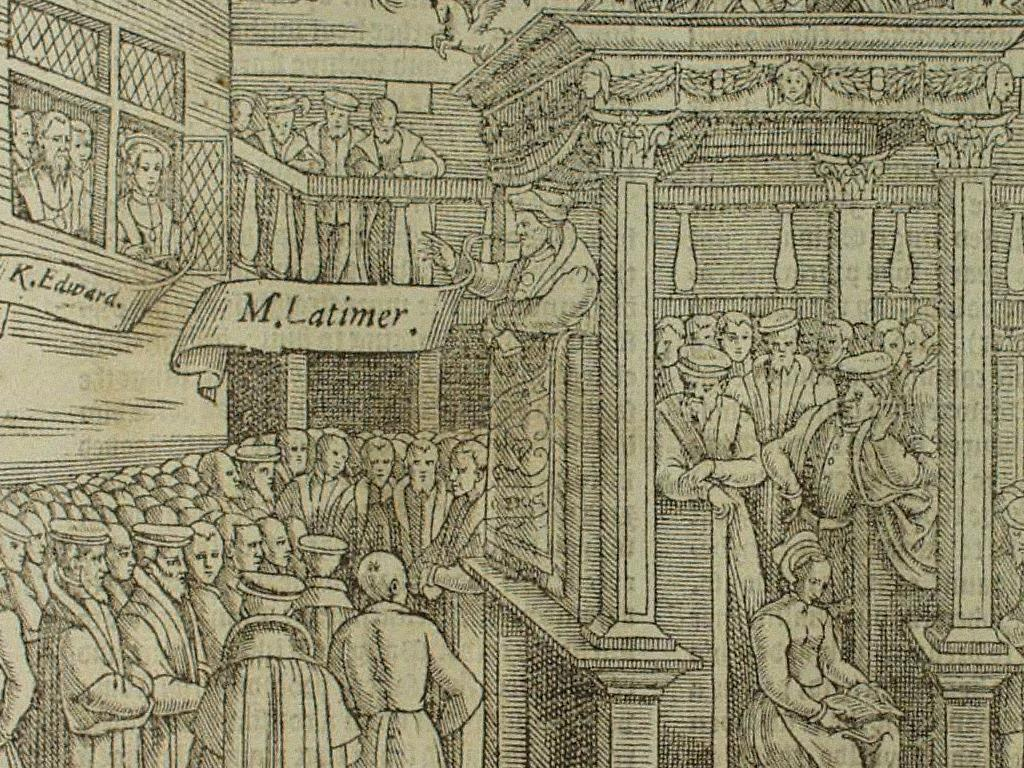
Latimer prêchant devant Édouard, à Westminster, illustration du livre de John Foxe (1563)

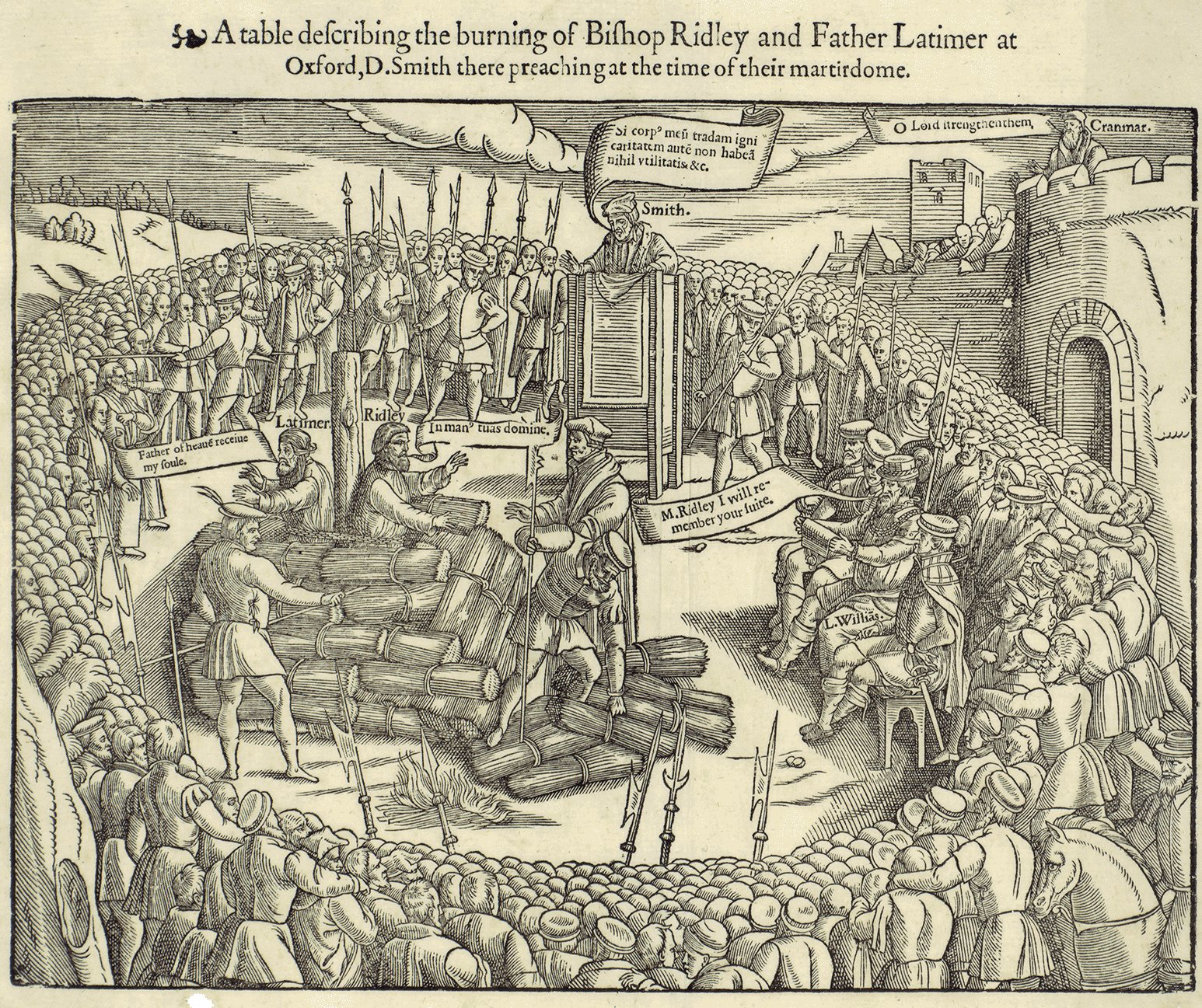
Exécution de Latimer et Ridley, illustration d' Acts and Monuments (1563)

Hugh Latimer (né vers 1485-90, mort le 16 octobre 1555 à Oxford) est un théologien anglais, évêque de Worcester. L'une des grandes figures du martyrologe protestant, il compte au nombre des victimes de la liberté de penser.

## Biographie
Né d'une famille de fermiers à Thurcaston dans le Leicestershire, il entre au collège de Peterhouse à Cambridge dès l'âge de 14 ans, où il jouit d'une réputation de bon élève. Après avoir obtenu son diplôme il entre dans les ordres et se taille cette fois une réputation de catholique zélé. Il commence par s'opposer aux idées luthériennes qui se répandent à son époque, mais la rencontre avec le clerc Thomas Bilney modifiera profondément son point de vue.
En 1510, il est élu fellow (membre) de Clare College à Cambridge et en 1522 il est nommé prêtre à l'université. Il se fait remarquer pour sa doctrine  réformiste, notamment par les autorités qui commencent à le surveiller. Sous le règne d'Henri VIII il fait deux séjours en prison à la tour de Londres en 1539 et en 1546.
Sous le règne du fils d'Henri VIII, Édouard VI, il revient en grâce tandis que l'Église d'Angleterre s'engage dans la réforme protestante. Mais lorsque la très catholique Marie Tudor succède à son frère Édouard, il est arrêté, emprisonné puis jugé en raison des convictions qu'il a défendues à l'université d'Oxford.
Le dimanche 16 octobre 1555, il est brûlé vif à Oxford, devant le collège de Balliol, avec Nicholas Ridley.
Les témoins rapportent que si Latimer meurt rapidement, par contre l'agonie du malheureux Ridley est longue et douloureuse : le vent ayant tourné, seules ses jambes se consument et le bourreau doit jeter de la poudre à canon dans le brasier.
John Foxe affirme que Latimer aurait ainsi réconforté son compagnon :
« Be of good comfort, Master Ridley, and play the man; we shall this day light such a candle, by God's grace, in England, as I trust shall never be put out. ». Cette phrase est reprise dans Fahrenheit 451 de Ray Bradbury

## Mémoire
Un monument aux martyrs fut érigé à l'époque victorienne à la mémoire de Latimer, Ridley et Cranmer — que l'histoire appelle les martyrs d'Oxford. Il se dresse près du lieu de leur exécution à Oxford. La salle Latimer de Clare College, à Cambridge, a été nommée en son honneur.